# Iriguchi no nai deguchi
Iriguchi no nai deguchi (jap. 入口のない出口; pl. „Wyjście bez wejścia”) – album kompilacyjny japońskiej grupy Momoiro Clover Z, wydany 5 czerwca 2013.
Osiągnął 2 pozycję w rankingu Oricon i pozostawał na liście przez 14 tygodni, sprzedał się w nakładzie 103 913 egzemplarzy.

## Lista utworów
| Nr  | Tytuł                                                                          | Czas |
| --- | ------------------------------------------------------------------------------ | ---- |
| 1.  | „Ano sora e mukatte” (jap. あの空へ向かって)                                   |      |
| 2.  | „MILKY WAY”                                                                    |      |
| 3.  | „Rough Style” (jap. ラフスタイル Rafu Sutairu)                                 |      |
| 4.  | „Momoiro Punch” (jap. ももいろパンチ)                                          |      |
| 5.  | „Daisuki!!” (jap. だいすき!!)                                                  |      |
| 6.  | „Dream Wave”                                                                   |      |
| 7.  | „Hello...goodbye”                                                              |      |
| 8.  | „Kibun wa Super Girl” (jap. 気分はSuper Girl)                                  |      |
| 9.  | „Saikyō Pare Parade” (Momoclo Ver.) (jap. 最強パレパレード(ももクロVer.)       |      |
| 10. | „Mirai e susume!” (jap. 未来へススメ！)                                        |      |
| 11. | „Tsuyoku tsuyoku” (jap. ツヨクツヨク)                                          |      |
| 12. | „words of the mind -brandnew journey-”                                         |      |
| 13. | „Believe”                                                                      |      |
| 14. | „Hashire!”                                                                     |      |
| 15. | „Kimi yuki” (jap. きみゆき)                                                    |      |
| 16. | „Rough Style for Momoiro Clover Z” (jap. ラフスタイル for ももいろクローバーZ) |      |
| 17. | „Ano sora e mukatte” (jap. あの空へ向かって) (Z Ver.)                          |      |

## Notowania
| Lista                      | Pozycja |
| -------------------------- | ------- |
| Oricon Daily Albums Chart  | 1       |
| Oricon Weekly Albums Chart | 2       |